# Marinos (Mediziner)
Marinos, der wohl aus Alexandria stammte, war ein griechischer Arzt des zweiten Jahrhunderts n. Chr.
Er war Anatom und verfasste ein nicht erhaltenes Lehrbuch in 20 Bänden. Von diesem fertigte wiederum sein Schüler Galenos eine Kurzfassung in vier Bänden an, von der jedoch nur die Überschriften der Hauptkapitel erhalten sind. Galen erwähnte auch ein Werk des Marinos über Muskeln und Nerven; die entsprechenden Hinweise dürften sich aber ebenfalls auf sein Hauptwerk beziehen. Außerdem hat er wohl die Schriften des Hippokrates kommentiert.